# Parc naturel Korab-Koritnik
Le Parc naturel de Korab-Koritnik (en albanais : Parku Natyror i Korab-Koritnikut) est un parc naturel de l'est de l'Albanie formant une section de la ceinture verte européenne, qui sert de refuge aux espèces animales et végétales menacées. Il couvre 555 km² de terrain montagneux alpin, avec des vallées, des rivières, des lacs glaciaires, des grottes, des canyons, une forêt dense de conifères et de feuillus,. L'Union internationale pour la conservation de la nature (UICN) a classé le parc dans la catégorie IV. Koritnik et Korab ont toutes deux été reconnues comme une zone végétale importante d'importance internationale par Plantlife.

## Description
Le parc naturel Korab-Koritnik commence à la frontière avec le Kosovo au nord le long de la frontière avec la Macédoine du Nord jusqu'aux montagnes de Desha au sud. Le parc naturel tire son nom des monts Korab et Koritnik. Le Korab est le plus haut sommet de l'Albanie et de Macédoine du Nord, culminant à 2764 mètres. C'est également l'un des deux seuls sommets d'Europe qui est le point culminant de plus d'un pays, et le 18e sommet de montagne le plus important d'Europe,. Le sommet est un massif montagneux très accidenté et se compose principalement de schiste et de calcaire de la période paléozoïque avec des structures en blocs et également des rochers de gypse du Trias. Sur le côté ouest, la montagne tombe fortement sur les parois rocheuses, tandis que le côté nord est constitué de roches escarpées.

## Faune et flore
Le parc naturel connaît un climat continental humide modéré avec des hivers froids et humides et des étés chauds et secs. En raison d'une grande variabilité d'altitude, une riche diversité de climats, de flore et de faune se retrouve sur le territoire. Il fait partie des forêts mixtes des montagnes dinariques et des forêts mixtes des Balkans, des écorégions terrestres de feuillus et forêts mixtes paléarctiques tempérées. Les forêts sont composées de diverses espèces d'arbres à feuilles caduques et de conifères et d'une grande variété de fleurs sauvages. Les niveaux de la végétation se distinguent en fonction de différentes altitudes, des forêts de chênes de 400 à 900 mètres d'altitude, des conifères et hêtraies avec forêts mixtes feuillues à partir de 1000 mètres. Les pentes des prairies de montagne sont principalement couvertes de forêts de feuillus. Les types d'arbres les plus courants dans le parc sont le sapin argenté, le pin autrichien, le pin bosniaque, le pin macédonien et l'aulne noir. Les forêts de chênes se trouvent aux altitudes inférieures, notamment le charme oriental, le chêne pubescent, le chêne macédonien et l'érable champêtre. 
La faune est représentée par 37 espèces de mammifères. De grands mammifères tels que l'ours brun, le loup gris, le chevreuil, le sanglier, la belette, la martre des pins et l'écureuil roux se trouvent dans la région. Il contient également une variété d'habitats convenables pour des oiseaux tels que l'aigle royal, le grand tétras occidental, le faucon pèlerin, la buse variable, l'accipiter, le hibou grand-duc, le vautour fauve, le tétras des bois et bien d'autres. 
|  |  |  |  |

## Voir également